# الكدة (يافع)

تعديل مصدري - تعديل

الكدة هي إحدى قرى عزلة لبعوس بمديرية يافع التابعة لمحافظة لحج، بلغ تعداد سكانها 86 نسمة حسب تعداد اليمن لعام 2004.